# Rượu nếp than

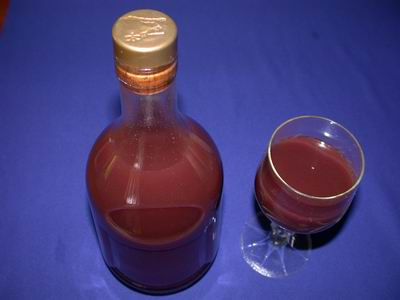
Rượu nếp than truyền thống

Rượu nếp than là một trong những loại rượu ngon, nổi tiếng của đồng bằng sông Cửu Long và rượu nếp than từ lâu đời cũng đã được xem là một nét văn hóa của ẩm thực Việt Nam. Nếu vùng cao Tây Bắc có loại rượu ngon nổi tiếng là Táo mèo, Long An có Đế gò đen, Bình Định có Bàu đá thì đồng bằng sông Cửu Long lại có món rượu ngon nổi tiếng là Rượu nếp than. Đây là một loại rượu ngon được làm hoàn toàn bằng nếp than nên có màu nâu đỏ hoặc màu tím than. Rượu nếp than có nhiều chất dinh dưỡng vì được làm tự loại men truyền thống của dân tộc Việt Nam.

## Quy trình thực hiện ngâm rượu
Nếp than được nấu chín sau đó để nguội và trộn thật đều với men. Đem phơi trong nắng khoảng 3 ngày sau đó cho nếp vào hũ keo tiếp tục trải thêm một lớp men lên trên bề mặt của nếp. Sau hơn 3 tháng, quy trình lên men tự nhiên đã được hoàn tất thì món Rượu nếp than đã có thể dùng được.

## Công dụng

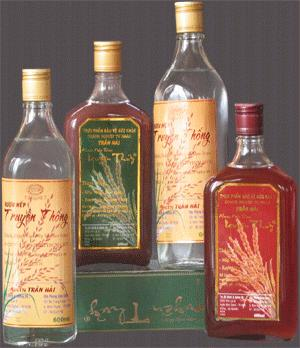
Rượu nếp than trên thị trường

Rượu nếp than chứa nhiều chất dinh dưỡng như: axit hữu cơ, các loại vitamin (B1, B2, PP) nên loại rượu này thường được dùng trong đầu các bữa tiệc để kích thích sự ngon miệng và dùng cho sản phụ sau khi sanh con vì nó có thể làm dễ tiêu hóa thức ăn và làm ấm bụng. Trong men gạo nếp có chứa hoạt chất Lovastatin và Ergosterol rất tốt cho tim mạch đồng thời giúp tái tạo các mạch máu.